# Son Barca
Son Barca és una possessió de Santa Maria del Camí situada al costat de Terrades, en el camí de Muro, ocupant terrenys de l'alqueria islàmica d'Albiar.
Va formar part de Terrades. Pren el nom d'una branca dels Canyelles de Terrades, propietaris d'aquesta possessió en el s. XVI, que eren de malnom Barca. L'any 1623 es documenta un Gabriel Canyelles Barca que era propietari d'aquesta possessió, confrontant amb Terrades de Ramon Descós. L'any 1685 es valorava en 4700 lliures. En el s. XIX va anar a parar a la família Pons de Binissalem Comptava amb 47 quarterades de conradís, vinya, figueral, garroveral i oliverar.

## Les cases
Les cases s'articulen entorn d'una clastra central oberta per dos costats. A la part principal s'hi troben les cases dels senyors i les cases dels amos, i s'hi accedeix mitjançant una miranda empedrada. Aquest buc queda rematat per una torre situada a la part central, de planta quadrangular i coberta a quatre aigües.
A la planta baixa hi ha tres portals; un d'accés a la casa dels senyors, un altre d'accés a la casa dels amos i un tercer que és el portal de la capella. Damunt aquest darrer portal hi ha una creu i la data de 1781. Als dos costats dels portals d'accés a les cases hi ha dues finestres rectangulars amb els brancals i llinda de marès. Sota una de les finestres hi ha un cavalcador de
pedra. Voltant la clastra es troben les dependències agropecuàries.